# 狎鷗亭洞
狎鷗亭洞（：／ Apgujeong dong */?）是韓國首爾特別市江南區下轄的一個法定洞，得名於朝鮮世祖的軍師韓明澮的庵號。狎鷗亭一帶近年發展成首爾市其中一個著名購物區，以售賣高級消費品為主，大部份為歐美、日本進口品牌，並成為韓國時裝潮流的指標。
羅迪歐街是狎鷗亭名牌店舖的集中地，以20歲左右的年輕女性為目標顧客，除了名牌店舖外，也聚集了不少咖啡室、各國特色料理餐廳等，還有不少美容店；羅迪歐街一帶亦是電影院及文化表演的集中地。不少韓國電視劇也在狎鷗亭取景，如《天國的階梯》等。

## 地標
- 狎鷗亭羅迪歐街[1]
- Galleria百貨
- 現代百貨

## 交通
●首都圈電鐵3號線：狎鷗亭站

## 圖片

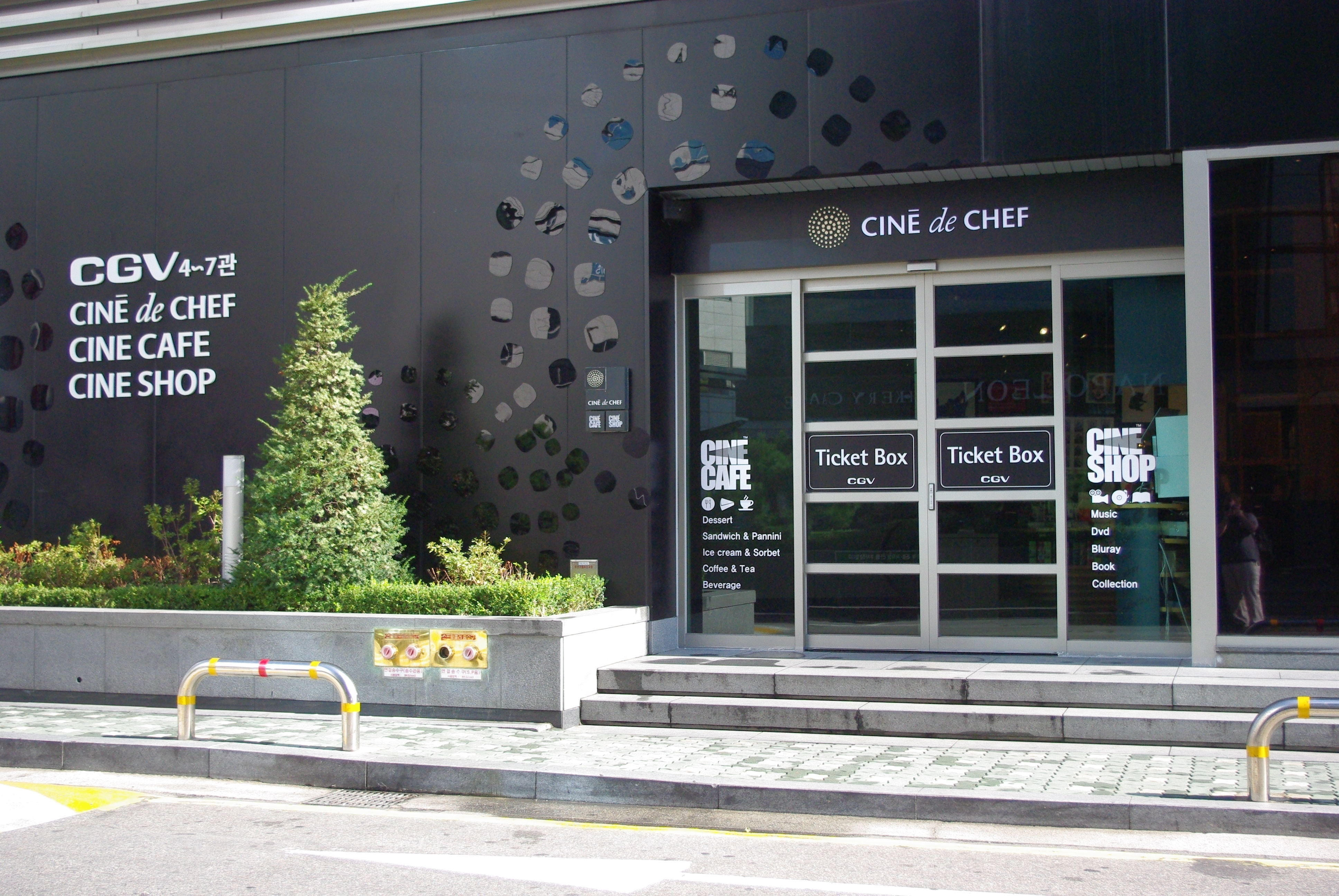
一所餐廳

## 外部連結
- 官方网站 